# Makarena Dudley
Pour les articles homonymes, voir Dudley.
Makarena Diana Dudley, également connue sous le nom de Margaret Dudley, est une psychologue clinicienne, neuropsychologue et universitaire néo-zélandaise, spécialisée dans la neuropsychologie, la démence et la recherche en psychologie de la santé des Māori. Elle est actuellement l'une des codirectrices du programme de psychologie clinique de l'université d'Auckland,. En 2016, Dudley est devenue la première conférencière permanente en psychologie clinique Māori employée à l'Université d'Auckland. Les iwi de Dudley sont notamment Te Rarawa, Te Aupōuri et Ngāti Kahu.

## Biographie
Elle obtient en 1996 son diplôme de troisième cycle en psychologie clinique. Puis elle travaill comme psychologue clinicienne à Auckland et Northland pendant 15 ans. En 2008, elle obtient une bourse de doctorat en neuropsychologie à l'université de Waikato, afin d'étudier l'efficacité de l'entraînement au processus d'attention pendant la récupération d'un accident vasculaire cérébral (AVC), dans le cadre du Stroke Attention Rehabilitation Trial (START), auquel elle a participé en 2011. Après avoir obtenu son doctorat, Dudley a été employée par l'Université de technologie d'Auckland, où elle a effectué des recherches en neuropsychologie. En 2016, Dudley est devenue la première conférencière permanente en psychologie clinique Māori employée à l'Université d'Auckland.
En 2017, Dudley est nommée par le Health Research Council of New Zealand en tant que chercheuse principale d'une équipe chargée d'enquêter sur les erreurs de diagnostic chez les Māori atteints de démence. En 2020, Dudley n'était encore que l'un des quatre neuropsychologues Māori de Nouvelle-Zélande. En 2020, Dudley a reçu une bourse d'Alzheimers New Zealand, afin de poursuivre ses recherches sur les impacts de la démence. Dans le cadre de ce projet, une application pour smartphone a été lancée pour aider les familles à identifier les signes précoces de mate wareware (démence), tout en respectant le Tikanga Māori.